# Ipari Formatervezési Tanács Irodája
Ipari Formatervezési Tanács Irodája (1975-2002), korábban az Országos Műszaki Fejlesztési Bizottság egyik szervezeti egysége (OMFB Ipari Formatervezési Tanács Irodája) volt. Hosszú ideig szinte kizárólagosan és egyedül képviselte a magyarországi formatervezés, design ügyét.   Az iroda elsősorban a Formatervezési Nívódíj valamint a Moholy-Nagy László Formatervezési Ösztöndíj koordinátora.
Az IFET megalakulása óta, 1975 évtől tagja az ICSID-nek, 1993 óta tagja az IEA-nak.
Az iroda eredeti formájában már nem létezik, számos átstrukturálás után a Szabadalmi Hivatalhoz került.
Az IFETI korábbi tagjai és főbb együttműködő munkatársai voltak többek között:
- Antal Szabolcs (műszaki fotográfus, Ipari Formatervezési Ergonómiai Tanács, NIF projektek)
- Czapp György (Ferenczy Noémi-díjas formatervező)
- Dr. Huszay Gábor (okl. közlekedésmérnök, mérnök-közgazdász)
- Kara György (grafikus tervező)
- Dr. Hegedűs József (az Ipari Formatervezési Ergonómiai Tanács titkára)
- Dr. Lissák György (Munkácsy-díjas formatervező, művészettörténész)
- Mai Felip Hösselbarth (a Design Center (Barcelona) korábbi igazgatója, az ICSID Szenatusának tagja, a NIF zsűri elnöke)
- Müller István (okleveles gépészmérnök, gazdasági mérnök)
- Lakatos Krisztina az (az Ipari Formatervezési Ergonómiai Tanács irodavezetője), a NIF vezető koordinátora
- Pohárnok Mihály (formatervezési menedzser, grafikus)
- Polgár Rózsa (Munkácsy- és Kossuth-díjas textilművész)
- Rubik Ernő (feltaláló, főtanácsadó, építész, az NIF zsűrijének vezetője)
- Simon Károly (Ferenczy Noémi-díjas formatervező, egyetemi tanár)
- Prof. Dr. Stefan Lengyel (tanácsos, ipari formatervező, az Esseni Egyetem tanszékvezető tanára)
- Erich Steindl (elektronikus design tanácsos, az Ipari Formatervezési Ergonómiai Tanács és a NIF megbízott sajtó- és kampányfőnöke)
- Takács Sándor (építész)
- Vargha Balázs (tervezőgrafikus)

## Együttműködő partnerei
Magyar Iparművészeti Egyetem, Nyugat-magyarországi Egyetem Alkalmazott Művészeti Intézet (Sopron), Budapesti Műszaki és Gazdaságtudományi Egyetem, Kecskeméti Főiskola (Műszaki Kar), Magyar Képző és Iparművészeti Szövetség, a Magyar Alkotóművészek Országos Szövetsége, a Fiatal Iparművészek Stúdiója Egyesület, a Magyar Ergonómiai Társaság.

## Főbb tevékenységek, partneri együttműködések
Ipari Formatervezési Nívódíj és Miniszterelnöki Különdíj Pályázat,
Moholy Nagy László Formatervezési Ösztöndíj pályázat,
HUNGAROPACK Csomagolási Verseny,
Design Alapítvány titkársági teendői,
Textil Biennále,
Nemzetközi Ergonómiai Nyári Egyetem,
Diák Zsennyei Műhely,
Senior Zsennyei Műhely,
Terméktervezői Napok,
Országos Ergonómiai Találkozó,
Munkapszichológus Szakmai napok,

## Partneri kapcsolatok
Hivatalos kapcsolatartás a Design Világszervezetével (ICSID),
Hivatalos kapcsolatartás az  Ergonómiai Világszövetségével (IEA),
Magyar Iparművészeti Egyem,
Nyugat-magyarországi Egyetem Alkalmazott Művészeti Intézet (Sopron),
Budapesti Műszaki és Gazdaságtudományi Egyetem,
Kecskeméti Főiskola (Műszaki Kar),

## Története
A magyarországi design és formatervezés legmeghatározóbb szervezeti egysége szakmai és politikai döntéshozatalok eredményeként előbb az Oktatási Minisztériumhoz, majd a Gazdasági Minisztériumhoz, míg végül a Magyar Szabadalmi Hivatalhoz került. A 266/2001. (XII. 21.) Korm. rendelet, az Ipari Formatervezési és Ergonómiai Tanács jogutódjaként, a Magyar Formatervezési Tanács (MFT) megalakításáról rendelkezik. Az iroda jogutódja, a Magyar Formatervezési Tanács, a magyar kreativitás és innováció ügyét szolgáló testület, mely 2002 áprilisában alakult.